# Épidémie d'Eluru
 (décembre 2020).
Début décembre 2020, une maladie idiopathique déclenche une épidémie à Eluru, une ville située dans l'Andhra Pradesh, un état d'Inde. Le premier cas est signalé le samedi 5 décembre 2020, des centaines d'autres sont déclarés malades au cours du week-end et une personne est décédée,,. L'analyse primaire identifie un composé organochloré comme une cause plausible.
YS Jaganmohan Reddy, l'actuel ministre en chef de l'Andhra Pradesh, fait l'objet de vives critiques de la part de l'opposition pour son échec présumé à empêcher l'épidémie en négligeant l'assainissement de l'eau dans la région. Des centaines d'enfants sont touchés par la maladie.
Si la cause de la maladie est initialement inconnue, des rapports de AIIMS et du NEERI Research Institute concluent le 20 décembre que la cause probable est une contamination de l'eau par des pesticides.

## Épidémie
Le premier cas est enregistré dans la soirée du 5 décembre. Le lendemain, quelques centaines de personnes supplémentaires sont admises à l'hôpital avec des symptômes similaires. Le seul décès signalé est celui d'un homme de 45 ans qui avait signalé des symptômes similaires mais qui est décédé d'un arrêt cardiaque non lié le 5 décembre,. La maladie est découverte à l'origine dans la zone de One Town avant de se propager à d'autres parties de la ville ainsi qu'à la zone rurale entourant la ville. La plupart des patients sont admis à l'hôpital gouvernemental d'Eluru, mais certains qui nécessitaient de meilleurs soins sont envoyés dans des institutions de Vijayawada et de Guntur.
Dans la nuit du lundi 7 décembre, plus de 400 personnes avaient été touchées par la maladie. Bien que la maladie affecte tous les groupes d'âge, plus de 300 des personnes infectées sont des enfants. Les symptômes sont signalés comme « les mêmes dans tous les groupes d'âge et indépendamment du sexe »,,.

## Symptômes
Les symptômes signalés comprennent des maux de tête, des vomissements, des étourdissements, des convulsions, des nausées, de l'anxiété, une perte de conscience et d'autres troubles neurologiques, qui ont été décrits comme étant similaires à une crise d'épilepsie. Les personnes qui auraient été atteintes de la maladie, en particulier les enfants, signalent une apparition soudaine de vomissements après s'être plaintes de brûlures aux yeux,.

## Causes possibles
Des échantillons biologiques de patients et d'eau locale sont prélevés le jour même pour déterminer la cause de l'épidémie. Des spécialistes de plusieurs institutions scientifiques et médicales indiennes et du monde entier, parmi lesquelles l'All India Institutes of Medical Sciences ou l'Organisation mondiale de la santé sont envoyées pour évaluer la situation et analyser les échantillons,.
Cependant, les tests ne détectent aucune pollution de l'eau ni aucune infection virale connue (y compris COVID-19) lors de l'analyse. Le département de la santé d'Andhra Pradesh rapporte que « les tests sanguins initiaux n'ont trouvé aucune preuve d' infection virale ». »
Des échantillons de sang sont aussi été testés pour des infections bactériennes, telles que la méningite. Des virus tels que le SRAS-CoV-2, l’encéphalite japonaise, la dengue, le chikungunya, l’hépatite et la rage sont écartés comme cause, de même que la contamination de l’eau, car « des personnes non liées à l’approvisionnement en eau de la ville [sont également] tombées malades », et la pollution atmosphérique,. Les analyses de sang et la tomodensitométrie ne permettent pas d'établir la cause ou l'origine de la maladie et les analyses de liquide céphalo-rachidien « se sont avérées normales. »
Au 7 décembre 2020, la maladie a été jugée non contagieuse.
Pendant la pandémie de COVID-19, l'État d'Andhra Pradesh est l'une des zones les plus durement touchées en Inde, avec plus de 800 000 cas cumulés au moment où la maladie est apparue pour la première fois.
Les résultats préliminaires du laboratoire suggèrent que les substances organochlorées peuvent en être la cause. Ils sont utilisés comme pesticides ainsi que dans la buée anti-moustique,. Le 7 décembre 2020, les autorités sanitaires indiennes déclarent officieusement « attendre le rapport du laboratoire [pour confirmation] », interrogées sur le fait que l'organochlore est l'agent déclencheur de la maladie. Des résultats préliminaires ultérieurs indiquent une teneur élevée en plomb et en nickel dans l'eau potable et le lait comme agents possibles de l'intoxication au plomb.
Des rapports de AIIMS et du NEERI Research Institute concluent le 20 décembre que la cause probable est une contamination de l'eau par des pesticides.

## Réponses et réactions
Chandrababu Naidu, le chef du parti d'opposition Telugu Desam, blâme le gouvernement au pouvoir dirigé par le ministre en chef YS Jaganmohan Reddy pour l'épidémie, affirmant qu'il n'avait pas pris de mesures pour décontaminer l'eau potable locale. Il appelle à une enquête approfondie, affirmant que la propagation de la maladie était causée par une contamination.
Le ministre de la Santé, Alla Kali Krishna Srinivas, déclare : « tous les patients sont hors de danger. Sur les quelque 300 personnes touchées, environ 125 sont sorties le dimanche soir. » Le nombre total de personnes infectées signalées est passé à 450 et le nombre de personnes libérées à 200 au 7 décembre,.
Le 7 décembre, le gouvernement annonce qu'il a lancé « une enquête porte-à-porte ». Le même jour, CM Reddy rend visite aux patients d'Eluru et donne des instructions à ses ministres sur les soins et la supervision des patients, ordonnant que les patients sortis soient observés pendant un mois après. Le gouvernement central annonce qu'une équipe de trois personnes serait envoyée à Eluru le 8 décembre pour sonder la situation.